# کیوکرادونگ
کیوکرادونگ (به لاتین: Keokradong) یک کوه در بنگلادش است که در Thanchi Upazila واقع شده‌است. کیوکرادونگ ۹۸۶ متر بالاتر از سطح دریا واقع شده‌است.